# Mazerolles (Pyrénées-Atlantiques)
Mazerolles is een gemeente in het Franse departement Pyrénées-Atlantiques (regio Nouvelle-Aquitaine) en telt 749 inwoners (1999). De plaats maakt deel uit van het arrondissement Pau.

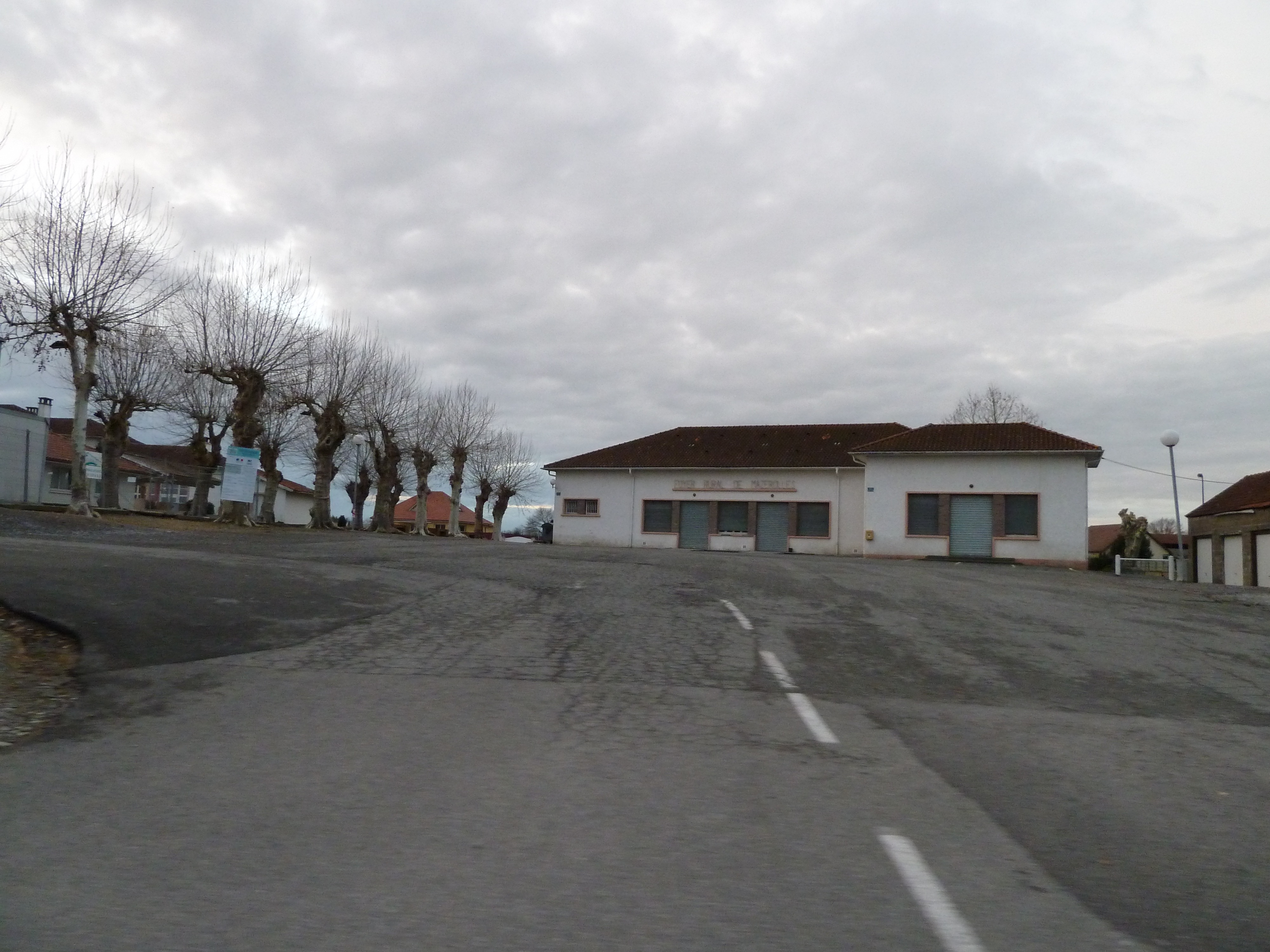
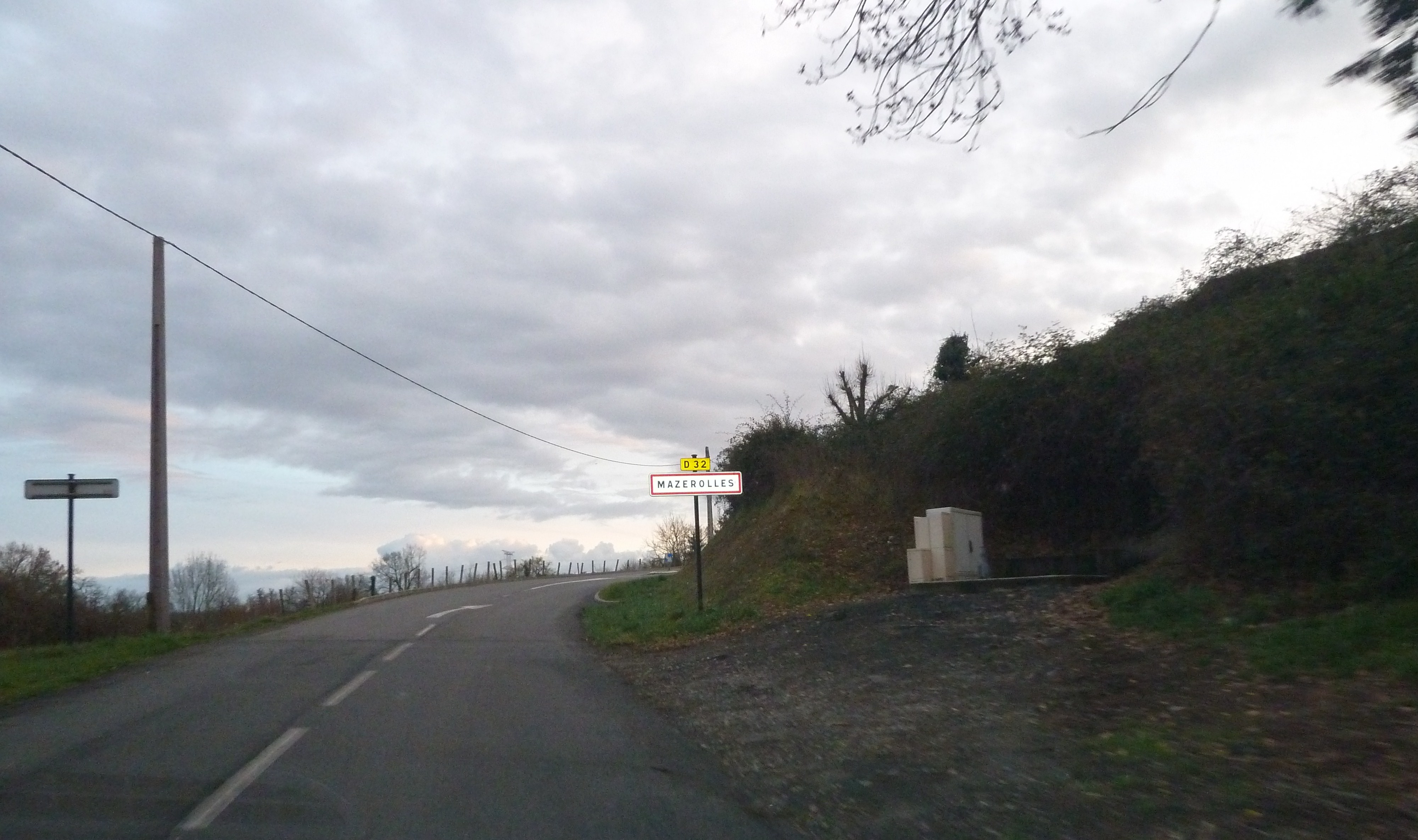
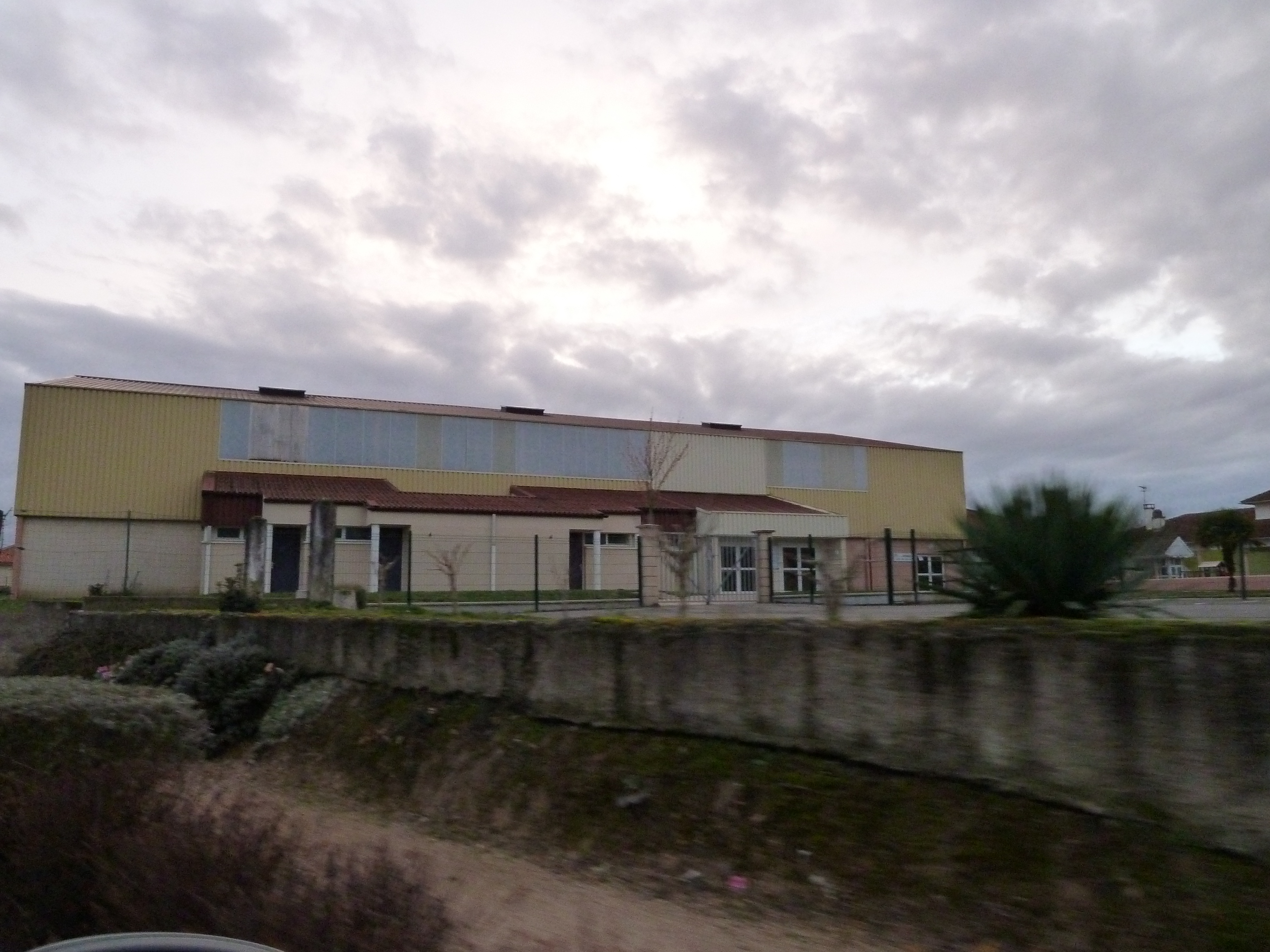

## Geografie
De oppervlakte van Mazerolles bedraagt 11,7 km², de bevolkingsdichtheid is 64,0 inwoners per km².
De onderstaande kaart toont de ligging van Mazerolles (Pyrénées-Atlantiques) met de belangrijkste infrastructuur en aangrenzende gemeenten.

## Demografie
Onderstaande figuur toont het verloop van het inwonertal (bron: INSEE-tellingen).